# Bernard-Henri Lévy
Bernard-Henri Lévy (Beni Saf, Argelia, 5 de noviembre de 1948), conocido en Francia como BHL, es un filósofo y escritor francés.

## Biografía
Nació en Argelia en el seno de una familia judía sefardí y se trasladó a Francia en 1954. Educado en el Liceo Louis-le-Grand y en el Instituto de Estudios Políticos de París. En 1968 entró en la prestigiosa Escuela Normal Superior parisina donde tuvo como profesores a Jacques Derrida y Louis Althusser. En 1971 inició una etapa como periodista de guerra, cubriendo la guerra de independencia de Bangladés.
De vuelta a París, se hizo popular en 1976 como joven fundador de la corriente de los llamados nuevos filósofos (nouveaux philosophes) franceses, como André Glucksmann y Alain Finkielkraut, críticos con las ideas de la izquierda radical surgida de Mayo del 68. Se convirtió entonces en un filósofo discutido, acusado de «intelectual mediático» y narcisista por sus detractores, y valorado por su compromiso moral en favor de la libertad de pensamiento por sus defensores.[cita requerida]
En 1985, firma una petición a favor del armamento por los Estados Unidos de los Contras, grupos paramilitares de extrema derecha en Nicaragua.
Lévy preside, desde 1993, el Consejo de Supervisión del canal de televisión francoalemán Arte.
Se considera que la influencia de Lévy, que estuvo de visita en Bengasi, fue fundamental para que el presidente Nicolas Sarkozy se solidarizase con los rebeldes de Libia.
Se trata de un personaje muy mediático y controvertido en Francia.
En 2004, la fortuna de Bernard-Henri Lévy es de 150 millones de euros. Propietario de siete sociedades de gestión de patrimonio, inmobiliarias y financieras, su fortuna proviene principalmente de la herencia de sus padres y de inversiones en bolsa (es sospechoso en 2000 de delito de información privilegiada por la Commission des opérations de bourse).
En 2017, vende por seis millones de euros su casa en Tánger (Marruecos). Se quejaba de poseer "demasiadas casas".

## Libros publicados
- Piero della Francesca, TREA, 2011, paperback, 95 pages, ISBN 978-84-9704-570-4
- Left in Dark Times: A Stand Against the New Barbarism, Editorial Random House Trade, 2008, ISBN 978-0-8129-7472-0
- Urgence Darfour, Morad El Hattab (dirección) con André Glucksmann, Bernard Kouchner, Bernard-Henri Lévy, Jaques Julliard, Gérard Prunier, Jacky Mamou, Richard Rossin, Philippe Val, Des idées et des hommes, 2007.